# Notsignal
Ein Notsignal ist ein Notruf in Form der nonverbalen Kommunikation, um in einer Notsituation akustisch (Schallzeichen) oder visuell (z. B. Lichtzeichen) Hilfe anzufordern. Welches Signal in welcher Situation eingesetzt wird, ist auch abhängig von den Möglichkeiten und der Umgebung. Das bekannteste ist das SOS-Zeichen, da sich die Buchstabenabfolge als Notsignal eingebürgert hat, obwohl es sich ursprünglich um einen Code handelte.

## Seefahrt
In der Seefahrt werden zur Anzeige von Notfällen auf See gemäß Anlage IV der Kollisionsverhütungsregeln und dem internationalen Signalbuch oder dem Handbuch für Suche und Rettung diverse international gültige Seenotsignale verwendet.

## Alpinwesen
Im alpinen Bereich dient das alpine Notsignal als Hilferuf, welches auch als internationales Distressed-Signal bezeichnet wird. Hierbei werden sechs kurze Signale beliebiger Art im Abstand von 10 Sekunden abgegeben. Im Wechsel mit einer Minute Pause wird dies kontinuierlich wiederholt. Als Antwort dienen drei Signale im Abstand von 20 Sekunden, die nach einer Minute wiederholt werden.

## Polizei
Innerhalb der deutschen Polizei ist per Signalpfeife „Kurz–kurz–lang“ als Notsignal bekannt, auf das mit „Kurz–kurz–kurz“ geantwortet wird.

## Häusliche Gewalt
Als visuelles Notsignal – vor allem, aber nicht nur in Fällen häuslicher Gewalt – hat sich seit 2020, ausgehend von der kanadischen Frauenorganisation „Canadian Women's Foundation“, das Handzeichen häusliche Gewalt verbreitet. Dabei wird eine Hand gezeigt, deren Daumen in die Handfläche gelegt ist; dann werden wiederholt die übrigen Finger über den Daumen gelegt.

## Eisenbahn
Im Eisenbahnverkehr in Deutschland wird das Signal Zp 5 (mehrmals drei kurze Töne schnell nacheinander) aus der Gruppe der Signale für das Zugpersonal, das zum Anhalten und Hilfe leisten auffordert, als Notsignal bezeichnet.